# Solenopsis granivora
Solenopsis granivora é uma espécie de formiga do gênero Solenopsis, pertencente à subfamília Myrmicinae.